# Hội đồng Lập pháp Hồng Kông

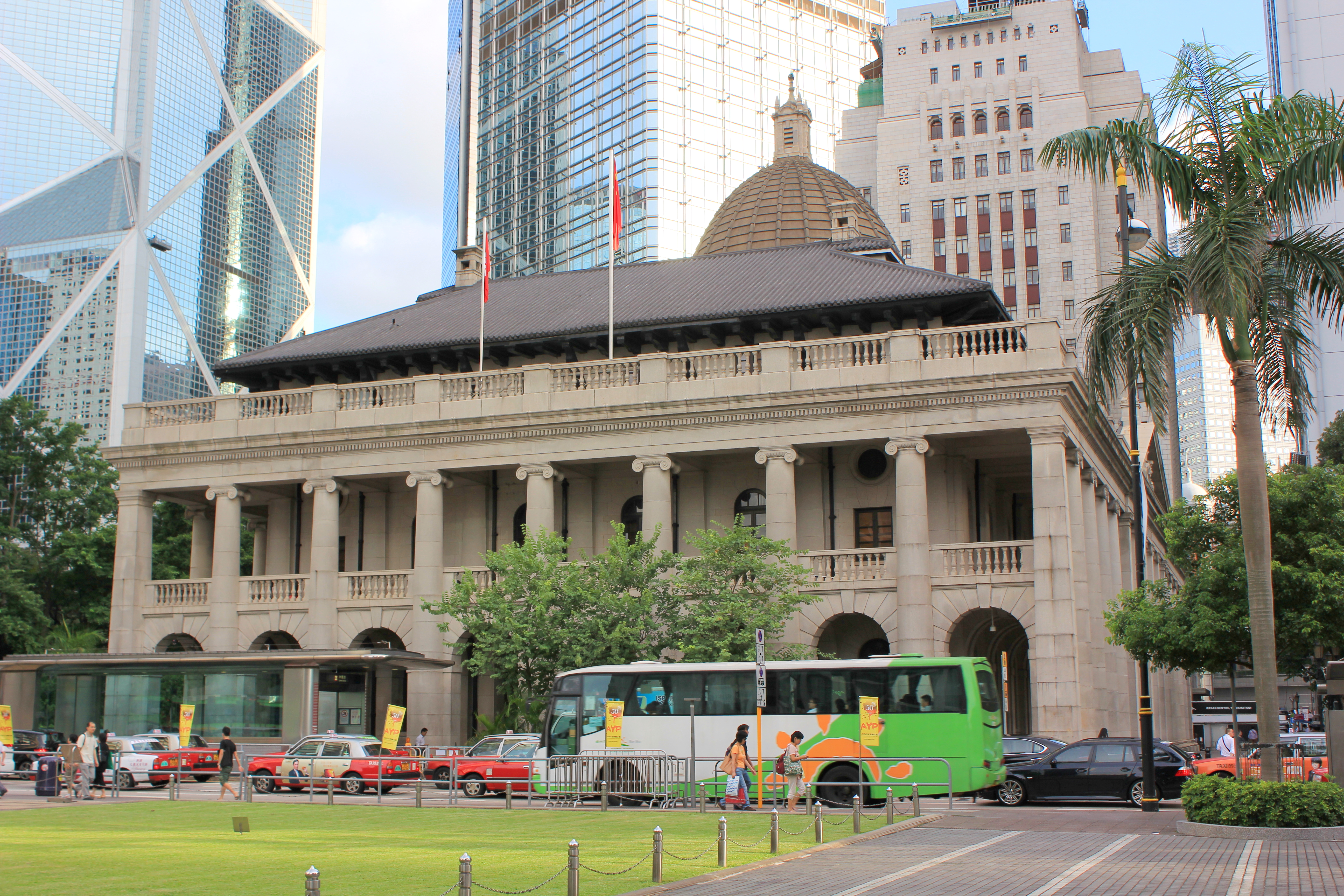
Tòa nhà Hội đồng Lập pháp Hồng Kông (1985–2011)

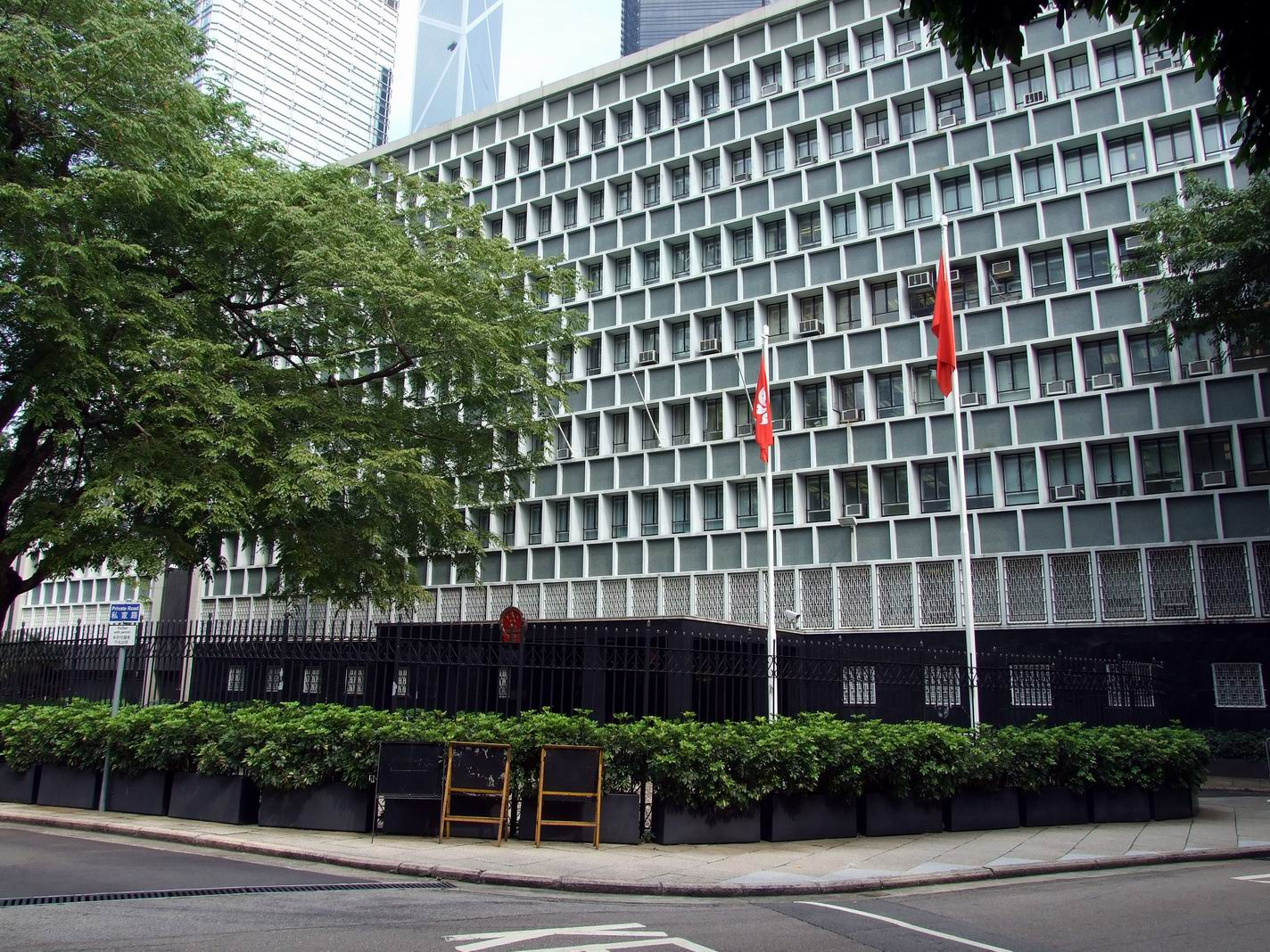
Văn phòng chính phủ trung ương, tiền thân của Legco những năm 1950 đến 1985

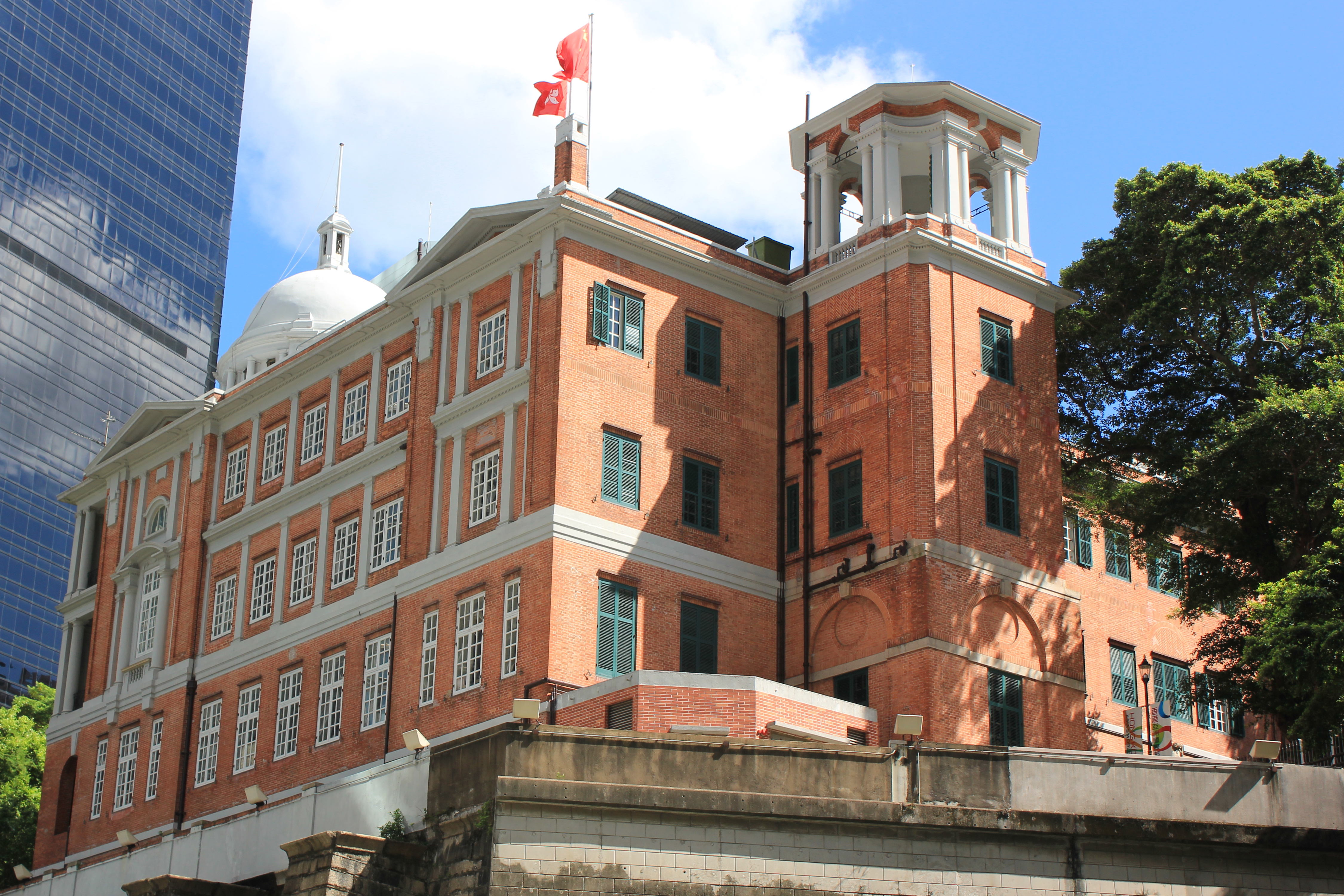
Tòa nhà truyền giáo Pháp là tiền thân của Legco những năm 1840

Hội đồng lập pháp Đặc khu hành chính Hồng Kông (tiếng Trung: 香港特別行政區立法會) hay LegCo là cơ quan lập pháp đơn viện của Khu hành chính đặc biệt Hồng Kông thuộc Cộng hòa Nhân dân Trung Hoa.
Hội đồng lập pháp Hồng Kông là một cơ quan bao gồm 70 thành viên, trong đó 35 người được bầu trực tiếp thông qua năm khu vực địa lý (GC) theo hệ thống đại diện theo tỷ lệ với phương thức còn lại lớn nhất và hạn ngạch Hare, trong khi 35 người còn lại được bầu gián tiếp thông qua đơn vị bầu cử chức năng (FC) với các cử tri hạn chế. Theo cải cách bầu cử được thông qua năm 2010, có năm khu vực bầu cử chức năng mới của Hội đồng quận được đề cử bởi các Ủy viên Hội đồng quận và được bầu bởi các đại cử tri toàn lãnh thổ.
Hội đồng lập pháp được thành lập lần đầu tiên vào năm 1843 theo Hiến chương Hồng Kông thuộc Anh với tư cách là một hội đồng thuộc địa của Thống đốc Hồng Kông. Quyền hạn và chức năng của cơ quan lập pháp mở rộng trong suốt lịch sử của Hồng Kông. Ngày nay, các chức năng chính của Hội đồng lập pháp là ban hành, sửa đổi hoặc bãi bỏ luật; kiểm tra và phê duyệt ngân sách, thuế và chi tiêu công; và đặt câu hỏi về công việc của chính phủ. Ngoài ra, Hội đồng cũng được trao quyền chứng thực việc bổ nhiệm và bãi nhiệm các thẩm phán của Tòa phúc thẩm cuối cùng và Chánh án Tòa án Tối cao, cũng như quyền kết tội Đặc khu trưởng Hồng Kông.
Trước khi chuyển giao chủ quyền Hồng Kông vào năm 1997, một Hội đồng lập pháp lâm thời (PLC) đã được Chính phủ Cộng hòa Nhân dân Trung Quốc thành lập tại Thâm Quyến đối lập với cơ quan lập pháp thuộc địa được bầu chọn năm 1995. PLC chuyển đến Hồng Kông và thay thế cơ quan lập pháp sau khi chuyển giao chủ quyền năm 1997, cho đến cuộc tổng tuyển cử tiếp theo vào năm 1998. Kể từ năm 2000, nhiệm kì của Hội đồng lập pháp là bốn năm.
Điều 68 của Luật cơ bản Hồng Kông nêu rõ mục đích cuối cùng là bầu cử tất cả các thành viên của Hội đồng lập pháp bằng quyền bầu cử phổ thông. Điều này và một điều khoản tương tự liên quan đến bầu cử Đặc khu trưởng Hồng Kông đã khiến quyền bầu cử phổ thông cho hội đồng và Đặc khu trưởng trở thành vấn đề chi phối trong chính trị Hồng Kông.

## Lịch sử
Hội đồng lập pháp Hồng Kông được thành lập năm 1843 với tư cách là cơ quan lập pháp thuộc địa dưới sự cai trị của Anh. Bản hiến pháp đầu tiên của Hồng Kông  ban hành ngày 27 tháng 6 năm 1843 và có tiêu đề Hiến chương Thuộc địa Hồng Kông, cho phép thành lập Hội đồng lập pháp để cố vấn cho chính Thống đốc Hồng Kông. Hội đồng có bốn thành viên chính thức bao gồm Thống đốc là Chủ tịch và Thành viên khi được thành lập lần đầu tiên. Hội đồng Lập pháp ban đầu được thành lập làm cơ quan tư vấn cho Thống đốc, và trong phần lớn thời gian, bao gồm một nửa số thành viên chính thức, là các quan chức chính phủ trong Hội đồng, và một nửa số thành viên không chính thức được Thống đốc bổ nhiệm.
Sau khi Tuyên bố chung Trung-Anh được ký ngày 19 tháng 12 năm 1984 (trong đó Vương quốc Anh đồng ý chuyển giao chủ quyền của Hồng Kông cho Cộng hòa Nhân dân Trung Hoa vào ngày 1 tháng 7 năm 1997), chính phủ Hồng Kông đã quyết định bắt đầu quá trình dân chủ hóa dựa trên tài liệu tư vấn, Sách xanh: Sự phát triển hơn nữa của Chính phủ đại diện tại Hồng Kông vào ngày 18 tháng 7 năm 1984. Cuộc bầu cử đầu tiên vào Hội đồng được tổ chức vào năm 1985, sau đó là cuộc bầu cử trực tiếp đầu tiên của Hội đồng lập pháp được tổ chức vào năm 1991. Hội đồng đã trở thành một cơ quan lập pháp được bầu hoàn toàn lần đầu tiên vào năm 1995.
Chính phủ Cộng hòa Nhân dân Trung Hoa đã không đồng ý với cải cách Hội đồng lập pháp ban hành năm 1994. Do đó, chính sách này đã rút lại những thành viên được bầu vào Hội đồng Lập pháp thuộc địa sẽ tự động trở thành thành viên của cơ quan lập pháp của Đặc khu hành chính Hồng Kông. Thay vào đó, chính phủ Trung Quốc quyết tâm thành lập một hội đồng lập pháp thay thế để chuẩn bị cho sự trở lại chủ quyền của Hồng Kông từ Anh sang Trung Quốc. Cơ quan này, Hội đồng lập pháp lâm thời, được thành lập bởi Ủy ban trù bị Đặc khu hành chính Hồng Kông (HKSAR) thuộc Đại hội đại biểu Nhân dân toàn quốc Cộng hòa Nhân dân Trung Hoa năm 1996. Hội đồng lập pháp lâm thời, hoạt động từ ngày 25 tháng 1 năm 1997 đến ngày 30 tháng 6 năm 1998, ban đầu tổ chức các cuộc họp tại Thâm Quyến cho đến ngày 30 tháng 6 năm 1997.
Hội đồng lập pháp Đặc khu hành chính Hồng Kông được thành lập vào ngày 1 tháng 10 năm 1998 theo Luật cơ bản. Cuộc họp đầu tiên của Hội đồng được tổ chức vào tháng 7 cùng năm tại Hồng Kông. Kể từ khi Luật cơ bản có hiệu lực, năm cuộc bầu cử Hội đồng Lập pháp đã được tổ chức, với cuộc bầu cử gần đây nhất được tổ chức vào ngày 4 tháng 9 năm 2016.
Năm 2010, đề xuất cải cách hiến pháp của chính phủ đã trở thành động thái hiến pháp đầu tiên và duy nhất được Hội đồng lập pháp thông qua trong thời kì đặc khu với sự hỗ trợ của Đảng Dân chủ ủng hộ dân chủ sau khi chính phủ Trung Quốc chấp nhận sửa đổi như được trình bày bởi đảng này, tăng thành số ghế của Hội đồng lập pháp từ 60 lên 70 ghế; tăng thêm năm ghế trong các khu vực bầu cử địa lý được bầu trực tiếp và năm ghế bầu cử chức năng mới của Hội đồng quận (Thứ hai) được đề cử bởi các Ủy viên Hội đồng quận và được bầu bởi tất cả các cử tri đã đăng ký. Đề xuất cải cách hiến pháp gần đây nhất, trong đó đề xuất phương thức bầu cử của Hội đồng Lập pháp vẫn không thay đổi, đã bị hủy bỏ vào năm 2015.
Dự luật dẫn độ sửa đổi năm 2019 đã gây ra một cuộc biến động chính trị lịch sử, nơi các cuộc biểu tình gay gắt nổ ra khắp thành phố trong nửa cuối năm, bao gồm cả vụ tấn công Khu phức hợp Hội đồng Lập pháp vào dịp kỷ niệm 22 năm ngày bàn giao Hồng Kông vào ngày 1 tháng 7.Vào tháng 7 năm 2020, trong bối cảnh những người ủng hộ dân chủ nỗ lực chiếm đa số trong Hội đồng Lập pháp trong bối cảnh chính quyền Carrie Lam phần lớn không được lòng dân, chính phủ đã hoãn cuộc tổng tuyển cử lần thứ 7 với lý do COVID-19 tăng đột biến. NPCSC quyết định vào tháng 8 đã đánh đổ Luật cơ bản để kéo dài nhiệm kỳ của Hội đồng lập pháp trong ít nhất một năm. Vào ngày 28 tháng 9 năm 2020, People Power và Team Chu Hoi-dick of New Territories West of member cho biết căn cứ vào "kỳ họp pháp lý bốn năm" của Hội đồng Lập pháp thứ sáu sắp hết hạn, việc hoàn thành trách nhiệm của các thành viên cũng đã hoàn thành, cho thấy họ đã quyết định không tiếp tục làm thành viên của Hội đồng Lập pháp sau ngày 30 tháng 9. Vào tháng 11 năm 2020, NPCSC đã thông qua quyết định loại bốn nhà lập pháp đương nhiệm có số ứng cử viên bị vô hiệu trong cuộc bầu cử bị hoãn. Sau khi bị loại,  15 nhà lập pháp ủng hộ dân chủ còn lại đã tuyên bố từ chức để phản đối, khiến cơ quan lập pháp hầu như không có phe đối lập nào.

## Tòa nhà Hội đồng lập pháp
Các phiên họp đầu tiên của Hội đồng lập pháp Hồng Kông, từ năm 1844 đến 1846, có khả năng được tổ chức tại nơi ở của Thống đốc Pottinger (sau này là Tòa nhà Truyền giáo Pháp), toạ lạc tại đồi Chính phủ. Từ 1848 đến 1954 (bị gián đoạn bởi cải cách vào năm 1928-1929 và sự chiếm đóng của Nhật Bản vào năm 1941-1945), Hội đồng được đặt ở tầng trên của Tòa nhà Ban Thư ký Thuộc địa, Đường Hạ A Ly Tất, được thay thế vào năm 1957 bởi Phụ lục Văn phòng Chính phủ Trung ương Cánh chính, ở cùng một chỗ. Năm 1985, LegCo chuyển xuống tòa nhà Tòa án Tối cao Cũ gần đó ở quận Trung Tây, nơi Hội đồng duy trì cho đến tháng 11 năm 2011. Hiện tại, Hội đồng lập pháp Hồng Kông toạ lạc ở Khối lập pháp của Khu liên hợp chính quyền trung ương, Thiêm Mã vào tháng 12 năm 2011.
Không giống như nhiều cơ quan lập pháp Khối thịnh vượng chung trước đây và hiện tại, Hội đồng lập pháp Hồng Kông không có một chùy nghi lễ được đặt trong các phòng. Tuy nhiên, các tòa án tối cao của Hồng Kông sử dụng một chùy để mở phiên, và nó đại diện cho thẩm quyền và quyền hạn của tòa án.
Để cung cấp một giải pháp lâu dài cho vấn đề thiếu hụt không gian mà cả Chính phủ và Hội đồng lập pháp phải đối mặt, Chính phủ đã ủy thác Phát triển Thiêm Mã về thiết kế và xây dựng Tổ hợp Chính phủ Trung ương, Tổ hợp Hội đồng Lập pháp và các cơ sở phụ trợ khác trong năm 2008. Tổ hợp Hội đồng lập pháp bao gồm một khối thấp và một khối cao: khối thấp, sẽ được đặt tên là Khối Hội đồng, chủ yếu là các cơ sở hội nghị bao gồm Phòng, phòng hội nghị lớn, và các cơ sở xã như thư viện, quán ăn và cơ sở giáo dục. Một loạt các cơ sở giáo dục mà công chúng ghé thăm bao gồm góc video, khu vực chia sẻ của khách tham quan, khu triển lãm, góc dành cho trẻ em, phòng trưng bày và hành lang truy cập, làn nhớ, phòng hoạt động giáo dục và phòng trưng bày giáo dục. Khối cao, sẽ được đặt tên là Khối văn phòng, chủ yếu là văn phòng cho các thành viên và nhân viên của Ban Thư ký Hội đồng lập pháp. Chính thức khai trương vào ngày 1 tháng 8 năm 2011, các chính khách đã bắt đầu làm việc vào ngày 15 tháng 1 năm 2011.